# Xã Rosewood, Quận Chippewa, Minnesota
Xã Rosewood (tiếng Anh: Rosewood Township) là một xã thuộc quận Chippewa, tiểu bang Minnesota, Hoa Kỳ. Năm 2010, dân số của xã này là 348 người.